# Congresul al II-lea al Partidului Comunist Român
Congresul al II-lea al Partidului Comunist Român a fost cea de-a doua conferință a Partidului Comunist din România, având loc în octombrie 1922 la Ploiești, Regatul României. 
În urma arestărilor cu care a culminat anteriorul Congres, acestea ducând într-un final la Procesul din Dealul Spirii, Congresul al II-lea și-a propus înființarea propriu-zisă a Partidului Comunist din România și aderarea acestuia la Internaționala a III-a. 
În cadrul Congresului a fost ales drept Secretar General Alecu Constantinescu. Constantinescu va fi însă arestat la scurtă vreme, motiv pentru realegerea în funcție a lui Gheorghe Cristescu.

## Context

### "Guvernele-paravan" și "Teroarea averescană"

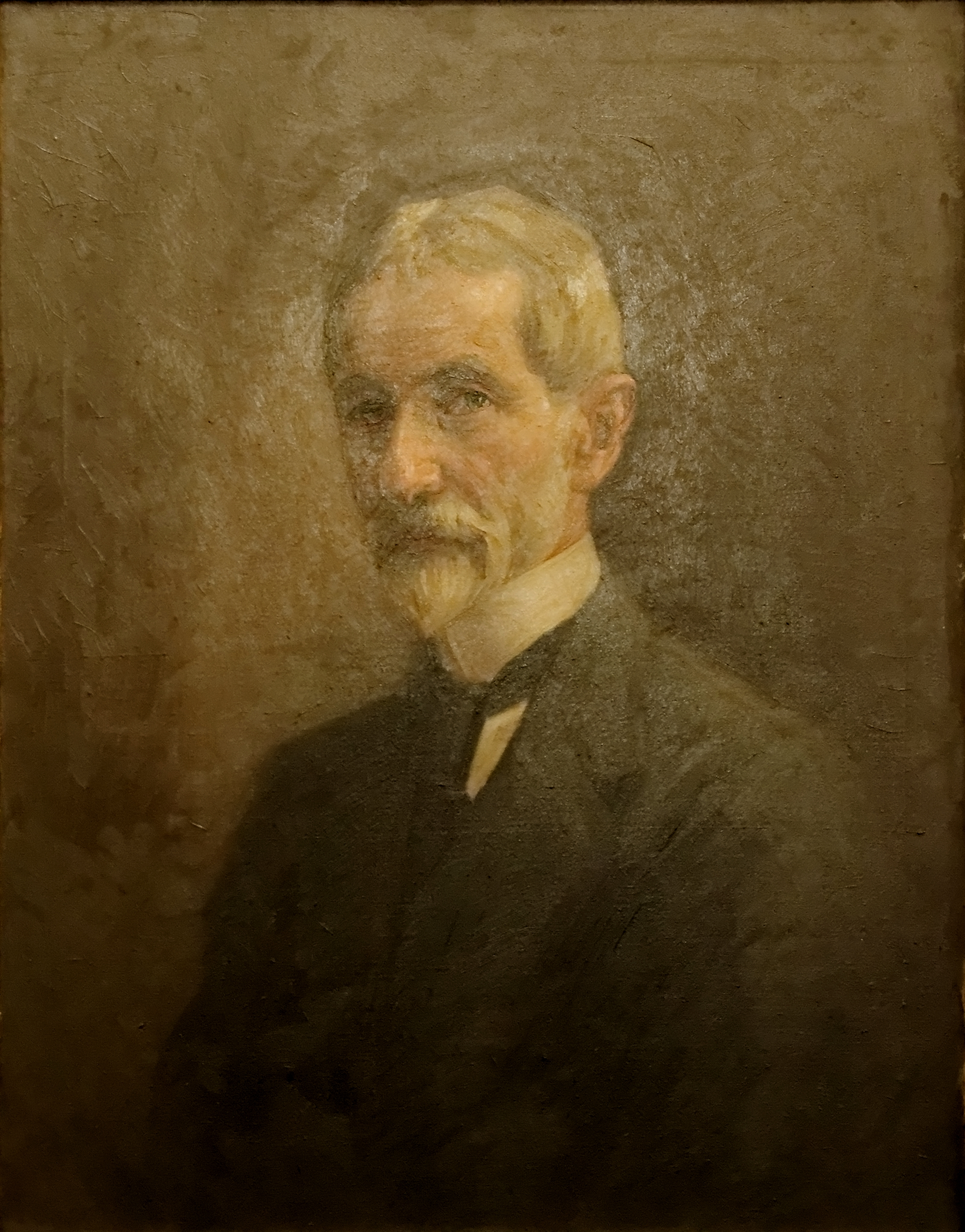
Alexandru Averescu, văzut de comuniști ca unul dintre principalii exponenți ai burgheziei anti-revoluționare în Guvern.

Primul Congres al PCdR s-a sfârșit prin arestarea multora dintre participanți, culminând în Procesul din Dealul Spirii. Departe de a pune capăt mișcării comuniste din România, aceste arestări nu vor face decât să legitimizeze crezul comuniștilor cum că autoritățile statului încercau să acționeze împotriva lor.
În rezoluțiile votate în cadrul Congresului II, comuniștii români vor pune vina pe burghezie pentru pagubele cauzate economiei naționale de către evenimentele Primului Război Mondial și a acțiunilor primelor guverne din perioada interbelică.

### Al Treilea Congres al Cominternului

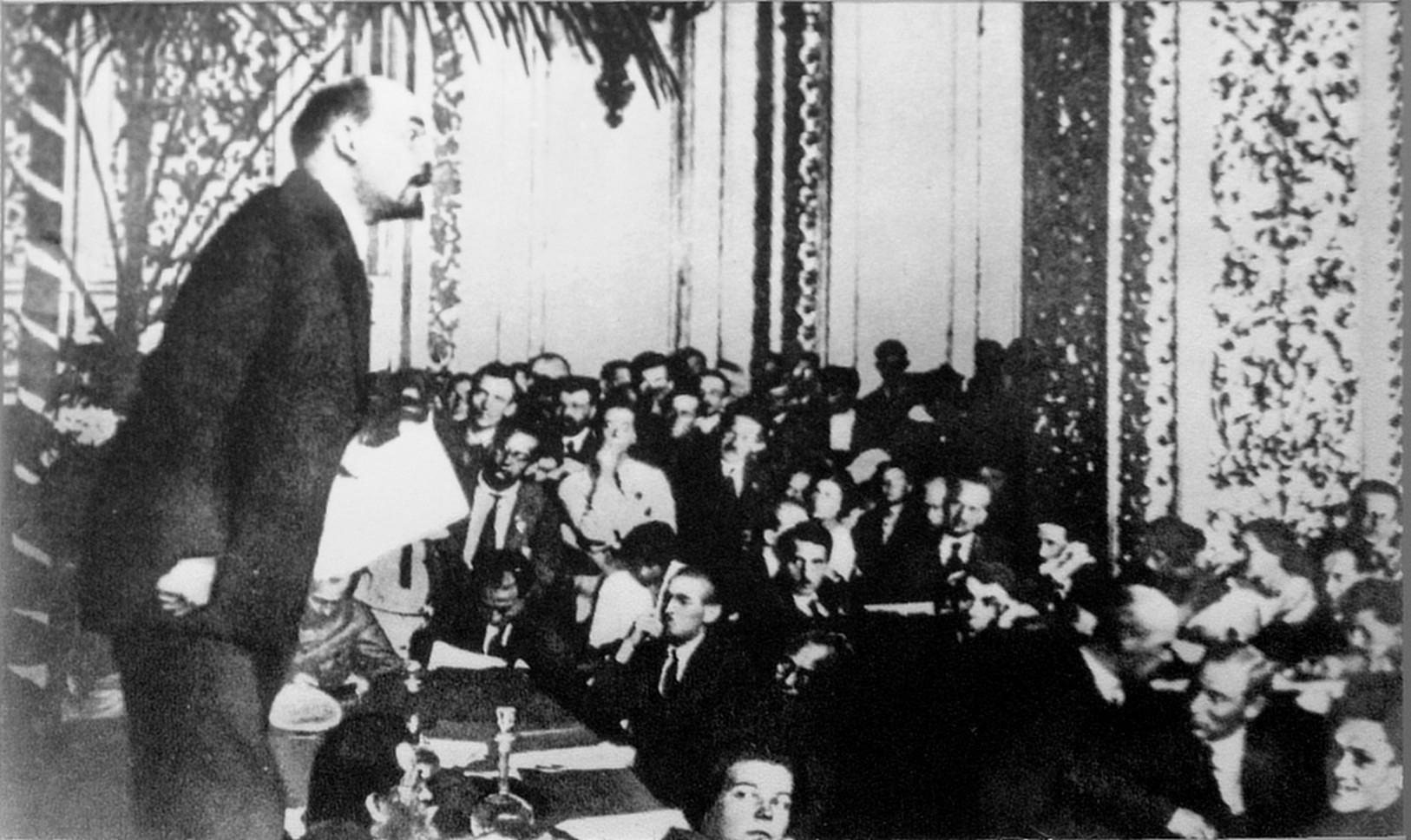
Lenin ținând un discurs în cadrul Congresului al III-lea al Cominternului.

Între 22 iunie-12 iulie 1921, la Moscova, a avut loc cel de-al III-lea Congres al Cominternului. Congresul a primit participanți din numeroase cercuri comuniste ale lumii în care Vladimir Lenin reușise să se infiltreze. La acest congres nu a existat o delegație oficială venită din Regatul României, dat fiind că la acel moment nu exista încă un partid comunist recunoscut. Cu toate acestea, la prelegeri s-au prezentat și unii români, cei mai mulți dintre ei auto-exilați la Moscova, dar și unii din țară, precum Gelbert Moscovici și Alecu Constantinescu. În total, România a avut parte de 14 "delegați improvizați". Cei 14 au avut un statut provizoriu, neavând dreptul de a lua cuvântul.
Statutul comuniștilor români a fost discutat în unul dintre rapoartele congresului de către Karl Radek. Acesta a considerat că, dat fiind că aceștia nu aderaseră încă la Comintern, scrisoarea de aderare nu plecase încă de la București. În realitate, din cauza inexistenței unui partid comunist propriu-zis, nici scrisoarea nu exista încă.

## Congresul

### Desfășirare

Ploieștiul în perioada interbelică.

Congresul a avut loc între 3-4 octombrie 1922, la Ploiești, în casa pictorului Alexandru Vodă. Casa în cauză a fost demolată în perioada sistematizării orașului, aflându-se pe locul actualului Centru Civic.
Congresul a fost mai degrabă o conferință, la care au participat doar 34 de delegați, a căror reprezentativitate a fost una discutabilă.
În cadrul congresului Partidul Socialist-Comunist, așa cum fusese acesta cunoscut până la acel moment, este redenumit în Partidul Comunist din România, declarat secție a Internaționalei Comuniste. Tot acum punctele principale ale programului său sunt definitivate. 
Raportul de activitate al congresului va fi întocmit de către Marcel Pauker, și el prezent la acesta.

### Chestiunea națională

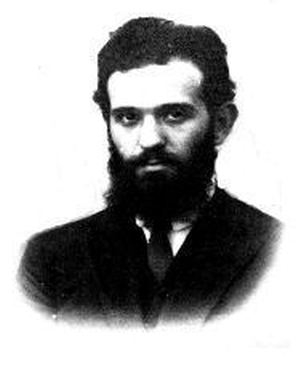
Marel Pauker, unul dintre cei mai proeminenți comuniști ce au participat la congres.

La momentul congresului, unii membrii ai PCdR aveau o poziție vădit antinațională, susținând internaționalismul în defavoarea suveranității statului român. Acest fapt va fi puternic reflectat în raportul de activitate întocmit de Marcel Pauker. Printre altele, Pauker va declara că România era un județ al Peninsulei Balcanice, legată economic, politic și social de această zonă, fapt care făcea ca problema revoluționară a României să nu poată să fie soluționată decât în relație cu restul regiunii. Declarațiile lui Pauker se vor dovedi problematice pentru istoriografia perioadei național-comunistă.
Alți comuniști prezenți, precum Eugen Rozvan sau Boris Ștefanov, vor polemiza privitor la chestiunea problemei agrare și a modului de rezolvare a sa. Aceste diferențe indicau lipsa omogenității în cadrul partidului, în mare între o tabără pro-internaționalistă și una pro-națională.
O idee care îi unea totuși pe toți membrii PCdR era chestiunea (problema) națională privitoare la minoritățile "subjugate" ale României Mari. Conform comuniștilor, singura mogdalitate prin care acestea urmau să își obțină emanciparea era victoria comunismului, așa cum avusese ea loc și în Imperiul Rus. Pentru ca naționalitățile minoritare din România să își poată găsi eliberarea, revoluția comunistă necesita să câștige nu doar în România, ci în întreaga Peninsulă Balcanică.
Treptat, majoritatea membrilor PCdR vor recunoaște caracterul imperialist al Primului Război Mondial și al schimbărilor de granițe ce i-au urmat. Comuniștii români vor ajunge astfel instrumentul docil de intervenție al Cominternului în statul român. Nerescunoașterea ca legitimă a Marii Uniri de asemenea a dus la izolarea PCdR-ului pe scena politică românească. Acest fapt a fost datorat faptului că, pentru românul de rând, Marea Unire nu era corelată cu sărăcia prin care ar fi trecut, însă reprezenta un temei de orgoliu național la care mulți nu doreau să renunțe. Ca urmare, interesul pentru cauza comunistă, cel puțin la nivel local, va fi unul nesemnificativ.

## Urmări

### Congresul al IV-lea al Cominternului

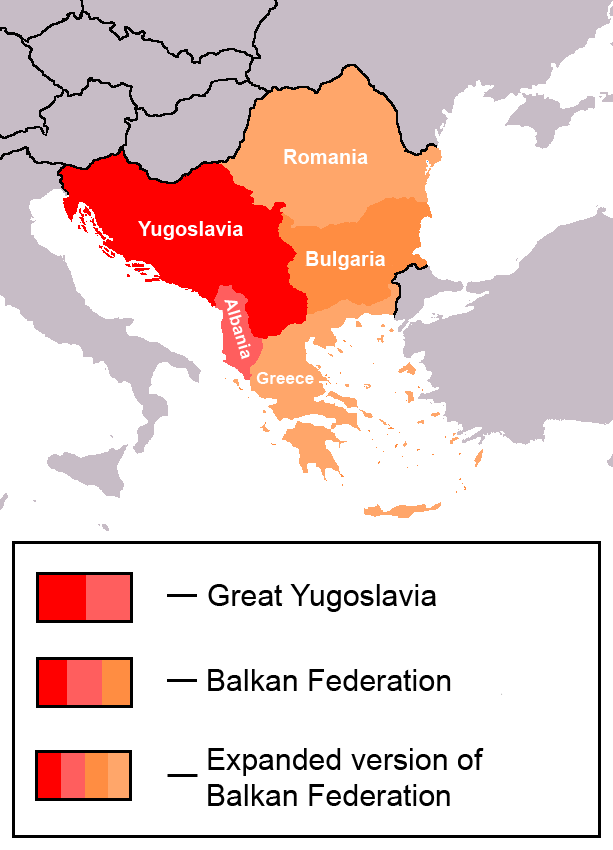
Concept al Federației Comuniste Balcanice, susținută de Comintern și de unii membrii ai PCdR.

În special problematica chestiunii naționale, discutată la Congresul al II-lea, va urma să reprezinte un punct de discuție de durată în rândurile membrilor tânărului partid comunist.
Congresul al IV-lea al Cominternului va avea loc doar o lună mai târziu, între 5 noiembrie și 5 decembrie 1922. Delegația română va fi formată din trei membri: Lucrețiu Pătrășcanu, Marcel Pauker și Elek Köblös. Cei trei se vor întâlni cu Lenin și cu susținători ai Federației Comuniste Balcanice, pe atunci un organism zonal Cominternului. La acel stadiu aderarea la idea unei federații implica dreptul Inernaționalei de a se amesteca în toate treburile interne ale partidelor comuniste din balcani (alături de cel român, cel bulgar și cel iugoslav).
Participarea la congres îl va radicaliza în continuare în special pe Marcel Pauker. Radicalismul său revoluționar va duce la conflicte dintre el și Gheorghe Cristescu (care vor încerca, fără succes, să fie calmate de Boris Ștefanov). Divergențele dintre cei doi va duce în 1923 la dizolvarea primului Birou Politic al PCdR.